# Szymon I de Montfort
Szymon I de Montfort (ur. przed 1038, zm. ok. 1087) – francuski możnowładca z rodu Montfort, syn Amalryka de Montfort i Bertrady de Gometz. Pan na zamku Montfort-l’Amaury od ok. 1053.
Jego pierwszą żoną była Izabela de Broyes - córka Huguesa Bardoul, pana na Broyes i Pithiviers. Miał z nią:
- syna Amalryka II (zm. 1089)
- córkę Izabelę - żonę Raoula II de Tosny (zm. 1102).

Drugą żoną była Agnieszka de Évreux - córka Ryszarda d’Évreux. Z tego małżeństwa pochodzili:
- Bertrada de Montfort (zm. 1117)
- Ryszard de Montfort (zm. 1092)
- Szymon II de Montfort (zm. 1101)
- Amalryk III de Montfort (zm. 1137).

Uważany jest za jednego z założycieli miasta Montfort-l’Amaury oraz rodu, z którego wywodzili się m.in.: 
- Simon IV Montfort (1160–1218)
- Amalryk z Montfort (1195–1241)
- Simon Montfort (1208–1265)